# Klassiska löpningar
Klassiska löpningar, eller klassiska lopp, är galopptävlingar endast öppna för treåriga hästar, vilket gör att en häst endast kan vinna loppet en gång.
Tävlingsformen uppstod i England under 1770-talet. Normalt har galopphästar sin största styrka kring fem års ålder, så med dessa åldersbegränsade lopp, classic races, skapades mer intressanta tävlingar för treåringar. Under 1800-talet spred sig tävlingsformen internationellt och idag har de flesta länder med tillräckligt stor galoppsport en serie med klassiska löpningar.

## England
De fem British Classics är:
| Lopp                | Datum                  | Distans                            | Bana        | Först kört | Kvalifikation |
| ------------------- | ---------------------- | ---------------------------------- | ----------- | ---------- | ------------- |
| 2000 Guineas Stakes | Sen april / tidig maj  | 1 mile (1,609 m)                   | Newmarket   | 1809       | 3-åriga       |
| 1000 Guineas Stakes | Sen april / tidig maj  | 1 mile (1,609 m)                   | Newmarket   | 1814       | 3-åriga ston  |
| Epsom Oaks          | Sen maj / tidig juni   | 1 mile 4 furlongs 10 yd (2,423 m)  | Epsom Downs | 1779       | 3-åriga ston  |
| Epsom Derby         | Första lördagen i juni | 1 mile 4 furlongs 10 yd (2,423 m)  | Epsom Downs | 1780       | 3-åriga       |
| St Leger Stakes     | September              | 1 mile 6 furlongs 132 yd (2,937 m) | Doncaster   | 1776       | 3-åriga       |

Vanligtvis ses loppen som tre deltävlingar.
Den första deltävlingen består antingen av 1000 Guineas eller 2000 Guineas. 1000 Guineas är dock endast öppet för ston, och 2000 Guineas är öppet för alla 3-åriga hästar. Det är teoretiskt möjligt för ett sto att starta i båda loppen.
Den andra deltävlingen består av Epsom Derby och/eller Epsom Oaks. Epsom Oaks är dock endast öppet för ston, och Epsom Derby är öppet för alla 3-åriga hästar. Det är teoretiskt möjligt för ett sto att starta i båda loppen.
Den tredje och sista deltävlingen är St Leger Stakes, och är öppet för alla 3-åriga hästar.
Den häst som segrar i alla dessa deltävlingar vinner titeln Triple Crown.

## Sverige
De fem klassiska löpningarna i Sverige är:
- Jockeyklubbens 2000 Guineas
- 1000 Guineas (Dianalöpning)
- Svenskt Oaks
- Svenskt Derby
- Svenskt St Leger

Svenskt Derby är den största löpningen av de fem. Tränaren med flest vinster genom åren är Wido Neuroth, med hittills elva segrar (2018).